# Cornellà-Riera metróállomás
Cornellà-Riera egyike a Spanyolországban található barcelonai metró metróállomásainak.

## Metróvonalak
Az állomást az alábbi metróvonalak érintik:
- 8-as metróvonal
- Llobregat–Anoia-vasútvonal

## Kapcsolódó állomások
Az állomáshoz az alábbi állomások vannak a legközelebb:
- Almeda (8-as metróvonal)
- Sant Boi (Molí Nou-Ciutat Cooperativa, 8-as metróvonal)